# Fly Away (THYMEの曲)
「Fly Away」(フライ アウェイ）は、THYMEの3枚目のシングル。

## 概要
- 前作より約2ヶ月半ぶりのマキシシングル。
- 今回は前回を上回るトリプルタイアップが決定された。
- 品番はGNCL-0036、価格は1,050円。

## 収録曲
全作詞：thyme、全作曲・編曲：清水哲平
1. Fly Away
  - テレビアニメ『魔法遣いに大切なこと 〜夏のソラ〜』オープニングテーマ
  - 全国29局ネット番組『プリン・ス2』2008年8月度エンディングテーマ
  - ABC・朝日放送『ミューパラ特区』2008年8月度エンディングテーマ
2. my kitten
3. Fly Away (without Vocal)
4. my kitten (without Vocal)